# تپه‌ها و قبرستان امامزاده شیخ جمال
تپه‌ها و قبرستان امامزاده شیخ جمال مربوط به دوران‌های تاریخی پس از اسلام است و در شهرستان شیراز، دهستان شیخ جمال واقع شده و این اثر در تاریخ ۲۵ اسفند ۱۳۷۹ با شمارهٔ ثبت ۳۰۶۶ به‌عنوان یکی از آثار ملی ایران به ثبت رسیده است.